# YURIA
YURIA (有里亜) est une chanteuse, compositrice, guitariste ainsi que seiyū japonaise née le 3 mars 1979 dans la préfecture d'Osaka, qui est principalement connue pour ses chansons d'anime et eroge.
Elle fait partie du groupe Honey Bee, dans lequel elle est chanteuse et guitariste, et donne sa voie à Ama Shigure dans Shuffle!. 

## Discographie

### YURIA

#### Singles
- 22 novembre 2002  : WISH (opening et insert theme de Choujuushin Gravion)
- 3 août 2005 : YOU (opening de Shuffle!)
- 23 novembre 2005 : ORIGINAL! (opening theme du jeu playstation 2 Shuffle! On The Stage
- 22 novembre 2006 : Remember Memories (opening theme du jeu Really? Really!)

#### Album

##### YURIA
Sorti le 22 février 2006
1. Dream & Love
2. Dakishimete (Honey Bee) — opening theme du jeu pour PC ENSEMBLE ~maichiru hane no ensemble~
3. Kimi ni Futatabi Aeta Kiseki — opening theme the jeu pour PC Boy Meets Girl
4. Aozora — ending theme de l'anime Green Green
5. L

A♪LA♪BYE (Honey Bee) — ending theme de l'anime Choujuushin Gravion Zwei
1. Daiji Da.i.ji — opening theme de l'anime Mahoraba Heartful Days
2. Nukegake Shinai de — image song de l'anime Onegai Twins image song
3. Mirage Lullaby — opening theme du jeu pour PC  Shuffle!
4. You make my day! — opening theme du jeu pour PC Otome wa Boku ni Koishiteru
5. WISH
6. YOU - opening theme de l'anime Shuffle!
7. Monochrome (Studio Live Ver.) — l'un des ending theme du jeu pour PC Green Green
8. baby kiss

##### YURIA2
Sorti le 21 novembre 2007
1. never say goodbye — ending theme du jeu pour PC  Tick! Tack!
2. LAST SUMMER — insert song du jeu pour PC  Natsumegu
3. Look at me — ending theme de l'anime School Days
4. Fateful Encounters — opening theme de l'anime Shuffle! Memories
5. Koe ga Kikoeru — insert song du jeu pour PC Reconquista
6. AROUND THE WORLD — ending theme du jeu pour PC Edelweiss
7. Remember Memories — opening theme du jeu pour PC Really? Really!
8. Natsumegu — opening theme du jeu pour PC Natsumegu
9. Natsu no Melody — opening theme du jeu pour PC Natsumelo
10. ORIGINAL! — opening theme du jeu pour PS2 SHUFFLE! On The Stage
11. Shouten no Niji — theme song du jeu pour PC Katakamuna ~ushinawareta ingatsu~
12. NO ROCK NO LIFE (Honey Bee) — premier ending de l'anime Sumomo mo Momo mo ~Chijou Saikyou no Yome~
13. 120-en no Haru — theme song du jeu pour PS2 120-en no Haru
14. Shampoo shiteageru

### Honey Bee

#### Singles
- LA♪LA♪BYE (released February 25, 2004)

1. LA♪LA♪BYE — TV anime Choujuushin Gravion Zwei ending theme
2. soul★mate

- Plastic Smile (Nijiiro Guitar VERSION) (released October 28, 2005)

1. Plastic Smile (Nijiiro Guitar VERSION) — TV anime Canvas 2 ~Niji Iro no Sketch~ opening theme
2. BLUE SKY — PS2 game Canvas 2 ~Niji Iro no Sketch~ opening theme

- NO ROCK NO LIFE (released November 22, 2006)

1. NO ROCK NO LIFE — TV anime Sumomo mo Momo mo ~Chijou Saikyou no Yome~ first ending theme
2. Guitar Satsujin Jiken

#### Album
- Honey Bee 1 (released July 26, 2006)

1. Sepia Color no Meiro o Nukete — PC/PS2 game Tamakyuu opening theme
2. Plastic Smile (Nijiiro Guitar VERSION) — Canvas2 PC/Anime opening theme
3. Dakishimete — PC game ENSEMBLE ~maichiru hane no ensemble~ opening theme
4. Cherry Jam — PC/PS2 game Cherrish Pizza wa Ikaga desu ka♥ opening theme
5. soul★mate
6. BANG-SO-CO — PC/PS2 game Tamakyuu ending theme
7. BLUE SKY — Canvas2 PS2 version opening theme
8. Colorful Candy — PC game Natsukoi ending theme
9. RIDE ON
10. Eien no Kizuna — PC game Tenkuu no Sinfonia ending theme
11. LA♪LA♪BYE
12. Mune Kyun Sapuri — PC game Tenkuu no Sinfonia 2 opening theme
13. forever
14. SUMMER RAINBOW — PC game Natsukoi opening theme

### Doutonbori Divers
- 2004-08-15: Ajiwatte Mitai
- 2005-03-25: DO-born
- 2006-09-30: Ouch!

### Sweets Tankentai
- 2005-11-25: NA NA IRO — TV anime Canvas 2 ~Nijiiro no Sketch~ ending theme
- 2006-04-26: NA NA NA